# Saint-Cyr-du-Bailleul
Saint-Cyr-du-Bailleul è un comune francese di 422 abitanti situato nel dipartimento della Manica nella regione della Normandia.

## Società

### Evoluzione demografica
Abitanti censiti